# En concert (album de La Ruda Salska)
Pour les articles homonymes, voir En concert.
Albums de La Ruda Salska
L'Art de la joie Passager du réel
La Ruda Salska En concert est le premier live du groupe, qui reprend des chansons des premier et deuxième albums, il est sorti à l'automne 2000.

## Liste des chansons
1. Roots ska goods
2. L'instinct du meilleur
3. Barton killer
4. Selon
5. Que le bon l'emporte
6. Du rififi chez les branques
7. Le prix du silence
8. Unis
9. Le gauche
10. Numéro 23
11. Tant d'argent dans le monde
12. L'art de la joie
13. Orange
14. Le devoir de mémoire
15. Taper la manche
16. L'école des sous-sols
17. Trianon
18. Le bruit du bang
19. Candide revolver